# Challenger DCNS de Cherbourg 1998
Il Challenger DCNS de Cherbourg 1998 è stato un torneo di tennis facente parte della categoria ATP Challenger Series nell'ambito dell'ATP Challenger Series 1998. Il torneo si è giocato a Cherbourg in Francia dal 23 febbraio al 1º marzo 1998 su campi in cemento indoor.

## Vincitori

### Singolare
Jérôme Golmard ha battuto in finale  Gianluca Pozzi con il punteggio di 3–6, 6–4, 6–3

### Doppio
Massimo Ardinghi /  Massimo Bertolini hanno battuto in finale  Jean-Philippe Fleurian /  Stéphane Simian con il punteggio di 6–3, 2–6, 6–4